# 堂本暁子
堂本 暁子（どうもと あきこ、1932年（昭和7年）7月31日 - ）は、日本の政治家、ジャーナリスト。
TBS勤務を経て、政界に転じ千葉県知事（民選第16・17代）、参議院議員（2期）、新党さきがけ議員団座長を歴任した。
女性初の千葉県知事であり、民選7人目、初代県令柴原和から数えて41人目の知事である。

## 来歴
貿易会社に勤務する父親が海外赴任となったため、アメリカ合衆国カリフォルニア州で生まれる。生後半年後に帰国、4歳で再渡米、小学校1年生を終えて再び帰国して、帰国子女を集めた啓明学園初等学校に編入。同じクラスにはオノ・ヨーコがいた。
ところが、父親は1941年（昭和16年）に渡米し、その3ヶ月後に日米が開戦となり、直ちに日本人収容所に送られて病死してしまった。
東京に残された堂本母子は、空襲で自宅を焼かれ、軽井沢の別荘に疎開したあと千葉の母方の祖父母の家に移った。それから彼女の母親は、会社に勤めたあとデパートで外国人客の通訳として70歳まで働き続け、女手一つで堂本を育てた。1期生として清泉女学院中学校・高等学校で学び、東京女子大学文学部社会学科を卒業。

### TBS時代
就職先が見つからず大学に残って働いたあと、一時的にアメリカ大使館のラジオ部でインタビュー番組などの制作に関わった。やがて、そこでの仕事ぶりが認められ、TBSから入社を誘われた。最初、ポーラ提供の『婦人ニュース』のキャスターをアルバイトで担当したが、スキーで骨折して降板させられ、外信部と契約して入社した。ケネディ暗殺のニュースが飛び込んできたときは、2日間家に帰らなかったばかりか、衛星放送からの電波に取り組まねばならず、クロンカイトの解説を読んだりして、ストレート・ニュースを直接読み取り、深夜2時30分からの特別番組をつくった。
東京オリンピックが近づいた昭和30年代の終わりに「カメラマンになってくれ」と言われ、晴天の霹靂だったが、すぐにカメラマンの仕事に熱心に取り組んだ。当時の三脚は木製で重く、かついで走り回るのはつらい肉体労働だったが、東京オリンピックのメーン会場をヘリコプターで空撮したり、現像したものをみんなで見ながら話し合ううちに、カメラマンの仕事に興味を覚え、この仕事が面白くなってきて、2年間カメラマンとして鍛えられた。
報道記者に転じてからは、最初に文部省記者クラブに配属され、当時の愛知揆一文相などに学力テスト問題を取材したりして可愛がられた。その後、科学技術庁や厚生省の記者クラブを経てTBSに戻ったが、この記者クラブ時代の人脈が、あとで政治家に変わってから大いに役立ったという。
TBSに戻ってからは、『おはよう・にっぽん』などにかかわり、鶏飼宏明が報道制作部長になってから、『テレポートTBS6』の30分ドキュメンタリーを担当させてもらえるよう交渉し、ミニ中継車を使って番組を制作できるようになった。そんなとき、当時報道制作部にいた同僚の大友正巳から、「ベビーホテルを取り上げないか」と声をかけられた。最初の1ヵ月はベビーホテルに通い、調査の許可をもらい、週1回の放送でキャンペーンをやることになった。取材は夜中が圧倒的に多く、半年くらいでくたくたになったが粘り強く取材を続け、『ベビーホテル』というドキュメント番組を制作して、人生を変える大きな転機を得た。子どもを預かる施設の惨状と営利本位の業者、行政の怠慢を告発したからである。働く母親を中心に大きな反響を呼び、彼女たちの後押しもあり話題を集めるようになった。保育施設の環境改善、無認可施設告発とキャンペーンは続き、法改正を目指して、ビデオ持参で国会の中を駆け回り、各政党の説得に走った。その結果、ベビーホテルへの立ち入り調査権を認めた「児童福祉法改正案」が異例のスピードで国会を通過、同時に産休や育児休暇延長に関する付帯事項も議論された。この「ベビーホテルキャンペーン」で、日本新聞協会賞（1981年度）、放送文化基金賞、民間放送連盟賞、JCJ（日本ジャーナリスト会議）賞を受賞した。

### 政界入り
参議院議員
市川房枝を取材しだしたが、彼女が亡くなり追悼番組をつくっているころ、土井たか子に3年ごとに3回9年間口説かれ、1989年（平成元年）の第15回参議院議員通常選挙に日本社会党公認で比例区から立候補し、初当選を果たした。93年には社会党シャドーキャビネット環境庁長官に就任するが、翌年12月社会党を離党。新党さきがけに入党し、同党参議院議員会長に就任する。
1995年（平成7年）、第17回参議院議員通常選挙では新党さきがけ公認で比例区から立候補し再選。96年には新党さきがけ議員団座長に就任し、辞任した井出正一代表に代わり、事実上の党代表職を務める。この間、新党さきがけは自社さ連立政権の村山内閣、橋本内閣に参画し、堂本は自由民主党の加藤紘一や社会民主党の辻元清美らが結成したNPO議連に参加。「特定非営利活動促進法（NPO法案）」の成立に尽力した。97年、UNEP（国連環境計画）の「環境に貢献した25人の女性リーダー」に選ばれた。新党さきがけを離党後、参議院クラブを経て無所属の会に入党した。
千葉県知事
2001年千葉県知事選挙に市民の党の応援を受ける形で無所属で立候補した。立候補に伴い公職選挙法の規定により、2001年3月8日付で参議院議員を退職（自動失職）となった（欠員補充による繰上当選は黒岩秩子）。「無党派」を標榜し、自民・公明推薦の岩瀬良三、民主・社民・連合千葉推薦で立候補した若井康彦らを破り、当選を果たした。太田房江（大阪府）、潮谷義子（熊本県）に次ぐ全国で3人目の女性知事。この選挙を支えたのが「無党派選挙の神様」の評があった市民の党代表の斎藤まさしであった。
2005年千葉県知事選挙では一転、政党（自民・民主・社民・公明・市民ネットワーク千葉県）、宗教団体、労働組合、市民団体の推薦を受けて組織型選挙を展開。終盤では自民党本部が推薦する森田健作を破り、再選を果たした。
2006年、千葉大学客員教授就任。
2009年千葉県知事選挙への立候補にも当初は意欲を見せていたが、最終的に3選不出馬を表明し、2期8年で千葉県知事を勇退した。退任にあたり、いすみ鉄道社長の吉田平を後継指名したが、吉田は森田健作に敗れた。
障害者郵便制度悪用事件で、虚偽有印公文書作成・同行使罪で起訴された村木厚子（のちに村木の嫌疑は、立件した大阪地方検察庁特別捜査部の証拠捏造であることが判明し、大阪地検特捜部主任検事証拠改ざん事件として担当検事が逮捕された）を巡り、弁護士の住田裕子らと共に、2009年（平成21年）7月9日に厚生労働省を訪れ、「無実の村木厚子さんの解放を求めます」などとする声明を発表した。

## 政策・主張
- 女性の社会的地位の向上や、女性の家庭における処遇の改善がライフワーク。
- 選択的夫婦別姓制度導入推進を支持。2000年には、堂本ら超党派女性国会議員50名が、夫婦別姓選択制を求めて当時の森総理に申し入れを行った。申し入れでは、「とくに若い世代では、夫婦別姓選択制を望む声が高まっています。政府には、世論を喚起するなど、夫婦別姓選択制を導入するための努力を望む」としている[15]。
- 千葉県収用委員会会長襲撃事件が発生した1988年以降機能停止に陥っていた千葉県収用委員会を、過激派による脅迫を受けつつも再建させた[16]。
- 国土交通大臣中山成彬の成田国際空港での反対派に対する「ゴネ得発言」について抗議した。
- 東京湾岸の干潟三番瀬埋め立て計画を白紙（埋め立てについては禁止しない）に戻した。
- 首都圏中央連絡自動車道の建設を推進した。
- 日本で初めての障害者差別に対応する障害者条例「障害のある人もない人も共に暮らしやすい千葉県づくり条例」の審議において、自民党県議から反対論が出されたが、最終的に自民党の賛成を得て、成立にこぎつけた。
- 男女共同参画センター設置関連条例を千葉県議会に提出したが、自民党県議の反対により否決され、廃案となった。その後、「男女共同参画センター」の名称を「ちば県民共生センター」に改め、規模も縮小した上で再度条例案を提出。自民党も修正案に賛成し、可決された。この経緯から、男女共同参画に関する条例の制定が遅れることとなり、当時の千葉県知事である熊谷俊人による主導で2023年12月に全都道府県では最後発となる「多様性尊重条例」が賛成多数で成立するまで、約20年超にわたって、同条例がない事態が続いた[17][18]。

## 役職歴
- 1993年 - GLOBE（地球環境国際議員連盟）日本総裁
- 1994年～2000年 - IUCN（世界自然保護連合）選任理事
- 1997年 - IUCN副会長
- 1999年～2001年 - GLOBE第5代世界総裁

## 著書
- 『南極にいどむ―アムンゼンとスコットの物語』教育社、1988年。ISBN 978-4315506815。
- 『立ち上がる地球市民―NGOと政治をつなぐ』河出書房新社、1995年。ISBN 978-4309241630。
- 『生物多様性―生命の豊かさを育むもの』 岩波書店、1995年。ISBN 978-4002602271。
- 『無党派革命―千葉が変われば日本が変わる』築地書館、2001年。ISBN 978-4806712275。
- 『堂本暁子のDV施策最前線』新水社、2003年。ISBN 978-4883850518。
- 『生物多様性―リオからなごや「COP10」、そして…』ゆいぽおと、2010年。ISBN 978-4877584320。

### 共著
- 堂本暁子ほか『温暖化に追われる生き物たち―生物多様性からの視点』築地書館、1997年。ISBN 978-4806711506。
- 川道美枝子、堂本暁子、岩槻邦男『移入・外来・侵入種―生物多様性を脅かすもの』築地書館、2001年。ISBN 978-4806712343。
- 岩槻邦男、堂本暁子『温暖化と生物多様性』築地書館、2008年。ISBN 978-4806713678。
- 堂本暁子、天野惠子『堂本暁子と考える医療革命―性差医療が日本を変える』中央法規出版、2009年。ISBN 978-4805848623。
- 堂本暁子、名執雅子（編著）『声なき女性たちの訴え― 女子刑務所からみる日本社会』小学館集英社プロダクション、2021年。ISBN 978-4796878555。

### 編著
- 『ベビーホテルに関する総合調査報告』晩声社、1981年。